# L'Énigme
El enigma es un cuadro de Gustave Doré, pintado en 1871, conservado en el Museo de Orsay en París, Francia. Realizado por el pintor durante la guerra franco-prusiana, la obra refleja el oscuro contexto de esta época.
A primera vista, el cuadro asombra por su aspecto uniforme y casi monocromo, en el que destaca una atmósfera de desolación y muerte: cadáveres sobre campo de batalla, ciudades humeando en el horizonte. Los elementos clásicos de la representación de la guerra están presentes. La pareja central, el ángel de la humanidad, afligido, está de rodillas delante de la Esfinge, a la que suplica le revele el porqué del eterno enigma que empuja a los hombres unos contra otros.
En la venta póstuma de las obras del pintor, el cuadro iba acompañado por estos dos versos de Victor Hugo extraídos del poema «À l’Arc de Triomphe» de Voix intérieures, sin duda escogidos por el mismo pintor:
En el cuadro, el ingenio del pintor trasciende la alegoría, representando una visión de toda la historia de la humanidad.